# Clémence Richey
Pour les articles homonymes, voir Richey.
Clémence Marguerite Richey, née le 31 juillet 1856 à Bourg-en-Bresse et morte le 18 décembre 1895 dans le 9e arrondissement de Paris, est une artiste peintre française.

## Biographie
Elle a été l'élève de Félix-Joseph Barrias et Virginie Hautier, puis est devenue enseignante. Elle a exposé au Salon de Paris à partir de 1875.

## Œuvres

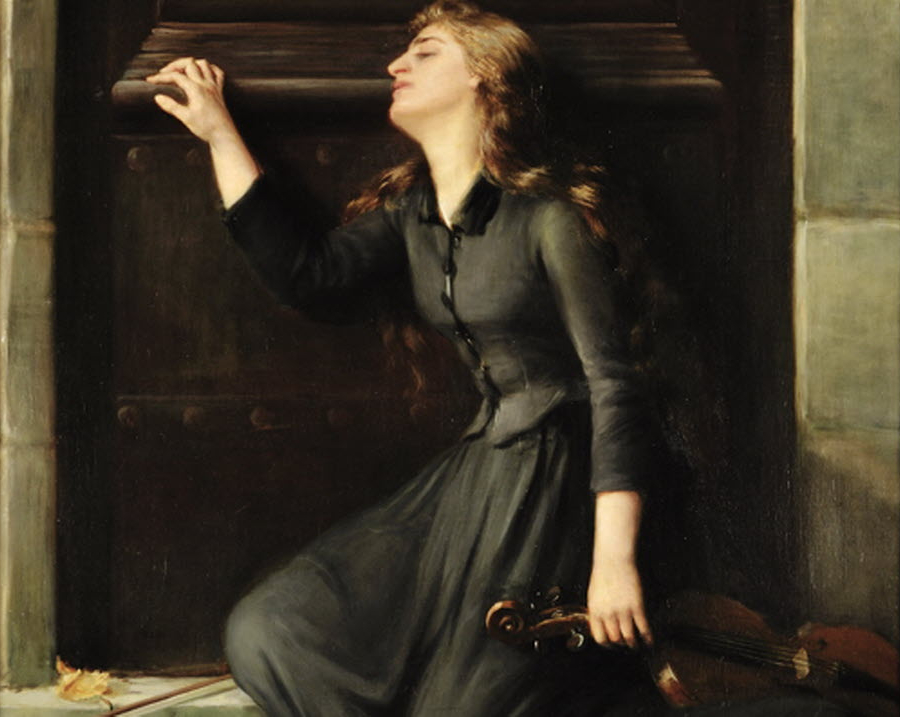
Jeune femme au violon ou Misère d'artiste (détail), 1890 (Musée municipal de Bourg-en-Bresse)

- Jeune femme au violon ; dit aussi Misère d'artiste, 1890, musée municipal de Bourg-en-Bresse[4]
- Portrait de Madame Richey Mère, 1880, musée municipal de Bourg-en-Bresse[5]
- Portrait de Mlle Marguerite Richey, sœur ainée du peintre, musée municipal de Bourg-en-Bresse[6]
- Portrait d'homme, pastel sur papier, fin du XIXe siècle, musée municipal de Bourg-en-Bresse[7]
- Portrait de femme en robe Empire, pastel sur papier, fin du XIXe siècle, musée municipal de Bourg-en-Bresse[8]